# ステイ (リアーナの曲)
「ステイ」 (Stay) はバルバドスのポップ歌手リアーナの楽曲。7枚目のスタジオ・アルバム『アンアポロジェティック』に収録され、アルバムから2枚目のシングルとして2013年1月7日にリリースされた。

## チャート
| チャート（2013年）               | 最高順位 |
| -------------------------------- | -------- |
| アメリカ（Billboard Hot 100）    | 3        |
| イギリス（全英シングルチャート） | 4        |